# Emma (Kahn)
Die Emma ist ein Haffkahn, der 1928 in Pölitz bei Stettin gebaut wurde. Diese Kähne wurden in der Binnenfahrt und in der küstennahen Fahrt der Ostsee eingesetzt.

## Konstruktion
Die Emma ist 41,4 m lang, 5,1 m breit und hat einen Leertiefgang von 0,46 m, beladen 2,9 m mit 280 Tonnen Ladung. Der Rumpf ist aus Stahl und genietet. Das Schiff hat drei Masten mit 17, 19 und 21 Meter Länge und zwei Seitenschwerter, die Segelfläche beträgt rund 240 m². Im Küstenbereich wurde gesegelt. Auf Kanälen oder Flüssen wurde die Emma entweder geschleppt oder von einem mitgeführten Stoßboot geschoben. Stoßboote, umgangssprachlich auch Stoßer genannt, sind kleine motorisierte Boote, die am Heck angekoppelt wurden. Der Stoßer Hanse kam erst 1970 zur Emma und wurde auf der Schiffswerft Küstrin (heute Polen) erbaut. Das Boot ist 7,08 Meter lang, 2,13 Meter breit und geht etwa 85 Zentimeter tief. Als Antrieb des Stoßers dient ein Dieselmotor des Typs 6 KVD 14,5 SRL des VEB Dieselmotorenwerk Schönebeck mit 102 PS.
Museum und Museumsflotte wurden 2005 unter Bremer Denkmalschutz gestellt.

## Geschichte
Nach dem Zweiten Weltkrieg war die Emma in der Sowjetischen Besatzungszone verblieben. 1949 wurde sie in der DDR als Binnenschiff registriert. Nachdem die Segeleinrichtungen vollständig abgebaut worden waren, wurde sie als Standard-Schleppkahn eingesetzt. Als Schleppkahn in Privatbesitz wurde sie 1957 unter der Nummer 3-1534 B registriert. 1990 wurde der Emma die ENI-Nummer 5608130 zugeteilt.
Der letzte Eigner aus Lauterbach auf Rügen betrieb das Schiff bis 1992. Anschließend wurde es bis 1994 als Wohnschiff und Lagerkahn genutzt. Danach sollte die Emma verschrottet werden. Da das Schiff einer der letzten Haffkähne war, suchte der Besitzer nach einem Museum und konnte es an das Deutsche Schifffahrtsmuseum in Bremerhaven für einen Betrag in Höhe der Abwrackprämie verkaufen. Dort wurden sowohl die Emma wie auch der dazugehörige Stoßer Hanse wieder in den Urzustand versetzt. Beide liegen nun im Museumshafen Bremerhaven. 